# Carta als Colossencs
La Carta als Colossencs és un dels llibres del Nou Testament de la Bíblia cristiana. Es tracta d'una carta de sant Pau als cristians de la ciutat frígia de Colosses, a l'Àsia Menor. Fou escrita des de Roma vers els anys 60-61.

## Autoria
L'autor de la carta s'identifica com a Pau de Tars i la tradició cristiana li atribueix l'autoria. Com en moltes altres epístoles paulines l'autoria es va començar a qüestionar a partir del segle xix, i hi ha disparitat d'opinions entre els acadèmics.
Els que defensen l'autoria de Pau es basen en el fet que la carta és reconeguda per figures primerenques de l'Església (tot i que posteriors a Pau), en la presència d'elements propis del pensament teològic de Pau, i la similitud estructural i temàtica amb altres cartes atribuïdes a Pau sobre les que no es discuteix l'autoria (especialment la Carta a Filemó).
Els que descarten a Pau com l'autor de la carta se centren en diferències en l'estil literari i en el vocabulari utilitzat (48 paraules utilitzades a Colossencs no apareixen en cap altra carta de Pau) i en la idea aliena a altres escrits paulins que introdueix un concepte còsmic de Crist presentant-lo com a clau de l'Univers i de la història.

## Destinataris
Colosses era una ciutat petita a la regió de Frígia, al sud-oest de l'Àsia Menor. Es trobava relativament a prop d'Efes i Milet. La comunitat cristiana de la ciutat no havia estat fundada per Pau, atès que segons el mateix text de l'epístola no l'havien vist mai personalment.
El motiu de la carta sembla que algunes persones que la carta no especifica havien introduït idees que Pau considerava incorrectes. A partir del text de la mateixa epístola es pot deduir que aquestes idees incorporaven elements pagans, incloent-hi l'adoració a poders intermedis entre Déu i els homes que serien d'un rang superior al Crist. Les pràctiques introduïdes també prescrivien sobre el menjar i el beure, i decretava algunes festivitats com el sàbat i el noviluni.

## Contingut
La carta té dues parts clarament diferenciades, la primera fa referència a la doctrina i la segona a la conducta.
| Versicles | Contingut             |
| --------- | --------------------- |
| 1,1-14    | Salutació             |
| 1,15-2,5  | Exposició Dogmàtica   |
| 2,6-4,1   | Refutació dels errors |
| 4,2-18    | Comiat                |